# Пал Гропа
Пал (Павел, Пауло) Гропа (на албански: Pal Gropa) е албански феодален владетел от Охридско и Дебърско от XIII век.

## Биография
Пал Гропа от Охрид е известен като господар на Дебър. Принадлежи към големия род Гропа. Хронистите го наричат „васал на Неаполитанската корона“ (feudatario della corona di Napoli). Карл I Анжуйски на 18 май 1273 година със златопечатна грамота дава на Пал Гропа седем села в долината на Девол и друга собственост в Охрид и Дебър: „nob. vir Sevasto Paulus Gropa ... Serenitati nostre devotius exhibuit casalia Radicis maioris et Radicis minoris, nec non Cobocheste, Zuadigorica, Sirclani et Сraye. Zessizan sitam in valle de Ebu“.
През 1275 година севаст Паул Гропа (Ропа) и Йоханес Музаки се представят на генерал-викария Де Туку в Драч, представител на крал Карл Анжуйски.